# Marko Đurković
Marko Đurković (in serbo Марко Ђурковић?; Banja Luka, 24 febbraio 1987) è un ex cestista bosniaco con cittadinanza serba.

## Palmarès
- Campionato serbo: 2

Partizan Belgrado: 2006-07, 2007-08
- Coppa di Serbia: 1

Partizan Belgrado: 2008
- Lega Adriatica: 2

Partizan Belgrado: 2006-07, 2007-08